# 박우병
박우병(1933년 2월 3일~2015년 11월 16일)은 대한민국의 정치인이다. 제13·14·15대 국회의원을 지냈다.

## 역대 선거 결과
|  | 40.24% |

|  | 42.91% |

|  | 29.83% |

|  | 35.36% |